# Albert Abele von und zu Lilienberg
Albert Ludwig Joseph Maria Freiherr Abele von und zu Lilienberg, avstrijski general, * 1. marec 1857, † 17. oktober 1927.

## Življenjepis
Med prvo svetovno vojno je bil poveljnik 3. konjeniške brigade (leta 1914) in poveljnik 2. konjeniške divizije (november 1915–november 1918)
Upokojen je bil 1. januarja 1919.

## Pregled vojaške kariere
Napredovanja
- generalmajor: 1. avgust 1914 (z datumom nastopa 10. avgusta 1914)
- podmaršal: 1. avgust 1917 (z datumom nastopa 12. avgusta 1917)